# Lemon D
Lemon D, vlastním jménem Kevin King, je jungle a drum and bassový DJ a producent z Brixtonu v Jižním Londýně. Založil Valve Recordings ve spolupráci se svým dlouhodobým spolupracovníkem Dillinjou, se kterým navrhl a vybudoval Valve Sound System, systém s údajně nejtvrdšími basy na světě (na druhou stranu existují tvrzení, že není nejhlasitější). Je to jediný sound system vytvořený pro účely drum and bassu.
Jedny z jeho alb jsou Big Bad Bass a The Killa-Hertz with Dillinja.